# Province di Vanuatu
Le province di Vanuatu costituiscono la suddivisione territoriale di primo livello del Paese e ammontano a 6; sono state istituite nel 1994, quando hanno sostituito le regioni.

## Lista
| Mappa | Bandiera | Provincia | Capoluogo  | Isole                               | Popolazione (2009) | Superficie (km2) |
| ----- | -------- | --------- | ---------- | ----------------------------------- | ------------------ | ---------------- |
|       |          | Malampa   | Lakatoro   | Malakula Ambrym Paama               | 36 727             | 2 808            |
|       |          | Penama    | Longana    | Ambae Maewo Pentecoste              | 30 819             | 1 204            |
|       |          | Sanma     | Luganville | Espiritu Santo Malo                 | 45 855             | 4 262            |
|       |          | Shefa     | Port Vila  | Epi Éfaté Isole Shepherd            | 78 723             | 1 507            |
|       |          | Tafea     | Isangel    | Anatom Aniwa Erromango Futuna Tanna | 32 540             | 1 632            |
|       |          | Torba     | Sola       | Isole Banks Isole Torres            | 9 359              | 867              |

## Precedenti suddivisioni
Dal 1985 al 1994 Vanuatu era suddivisa in 11 regioni:
- Ambae e Maewo (capitale Longana)
- Ambrym (capitale Eas)
- Banks e Torres (capitale Sola)
- Éfaté (capitale Port Vila)
- Épi (capitale Ringdove)
- Malakula (capitale Lakatoro)
- Paama (capitale Liro)
- Pentecoste (capitale Loltong)
- Santo e Malo (capitale Luganville)
- Shepherd (capitale Morua)
- Taféa (capitale Isangel)

Durante il periodo del Condominium anglo-francese le isole erano suddivise in quattro distretti amministrativi:
- Southern District
- Central District 1
- Central District 2
- Northern District